# Ore Point
Ore Point är en udde i Antarktis. Den ligger i Sydshetlandsöarna. Argentina, Chile och Storbritannien gör anspråk på området.
Terrängen inåt land är huvudsakligen kuperad, men söderut är den platt. Havet är nära Ore Point söderut. Trakten är glest befolkad. Närmaste befolkade plats är Commandante Ferraz Station, 2,2 km sydost om Ore Point. 